# Manors
Manors è una stazione situata ad est del centro cittadino di Newcastle upon Tyne, sulla linea gialla della metropolitana del Tyne and Wear. È stata inaugurata nel 1982 e a causa della sua posizione al limite del centro, viene utilizzata relativamente poco, con un accesso di circa 227.000 passeggeri nel periodo 2008-2009. Nella stazione si trova un murale astratto intitolato "Magic City" di Basil Beattie, commissionato nel 1987.
In direzione est da Manors, il tracciato corre lungo la East Coast Main Line e attraversa il Byker Viaduct lungo 800 metri costruito da Ove Arup per la metropolitana. L'ex percorso della Northern Eastern Railway tra la stazione di Manors e Jesmond è collegato tramite un tunnel che si trova poco ad ovest di Manors; viene utilizzato solo dai treni che terminano il servizio, permettendo loro di effettuare capolinea a Manors e tornare al deposito di Gosforth e viceversa, senza dover effettuare il percorso lungo la costa. La linea si vede chiaramente nelle immagini da satellite lungo la A167.